# Richard Quast
Richard Quast (* 17. März 1896 in Berlin; † 16. August 1966 ebenda) war ein deutscher Politiker (KPD/SED) und Widerstandskämpfer gegen den Nationalsozialismus. Er leitete eine Werkstatt für Pass-, Photo- und Dokumentenfälschungen.

## Leben
Quast, von Beruf Lithograph, trat 1915 der SPD bei, 1919 wechselte er zur KPD. Er war Mitglied der Roten Hilfe, des Arbeitersportvereins „Fichte“ und des Verbandes der Lithographen. Bis 1922 arbeitete als Techniker und Registrator bei Siemens. Ab 1922 war er Mitarbeiter in der Zentrale der KPD und gehörte der Passfälscherorganisation unter Richard Großkopf an. Zusammen mit Walter Tygör baute Quast – der den Decknamen „Abel“ trug – dabei „in Berlin die wohl größte und raffinierteste Paßfälscherwerkstätte auf, die es je gegeben hat“. Er wurde Leiter dieser Werkstatt und arbeitete unter anderem für den sowjetischen Geheimdienst.
Nach der „Machtergreifung“ der Nationalsozialisten lebte Quast in der Illegalität. 1934 emigrierte er ins Saargebiet, dann 1935 nach Frankreich, dort wurde er interniert. Am 14. Mai 1941 wurde er aus dem Lager Le Vernet nach Les Milles überführt. Am 18. Oktober 1941 wurde er entlassen und konnte über Spanien und Portugal nach Mexiko ausreisen. Hier war unter dem Namen „Paul Hartmann“ für den Bund „Freies Deutschland“ und den Heinrich-Heine-Klub aktiv.
1947 kehrte er nach Deutschland zurück und wurde Mitglied der SED. Er war Referent bzw. Instrukteur der Abteilung Verkehr beim ZK der SED, einer Tarnorganisation zur Unterstützung der westdeutschen Kommunisten und zur Infiltrierung der BRD. Später war er Mitarbeiter des Instituts für wirtschaftswissenschaftlichen Forschung beim ZK der SED.
Er war verheiratet mit Cläre Quast.

## Auszeichnungen
- Vaterländischer Verdienstorden in Bronze (1955) und in Silber (1966)
- Medaille für Kämpfer gegen den Faschismus 1933 bis 1945
- Verdienstmedaille der DDR